# Bordetella bronchiseptica
Bordetella bronchiseptica  (лат.) — вид небольших грамотрицательных палочковидных бактерий из рода бордетелл. Бактерия может привести к инфекционному бронхиту, но редко заражает людей. Микроорганизм находится в эволюционном родстве с  Bordetella pertussis, вызывающей коклюш у человека. Bordetella bronchiseptica может сохраняться в окружающей среде в течение длительного времени.

## Патогенез
Люди не являются естественными носителями B. bronchiseptica, которая, как правило, поражает дыхательные пути небольших млекопитающих (кошек, собак, кроликов и т. д.). Люди более вероятно будут заражены Bordetella pertussis или Bordetella parapertussis. В отличие от Bordetella pertussis, Bordetella bronchiseptica, как правило, устойчивы к антибиотикам группы макролидов и цефалоспоринам. В некоторых случаях заражения людей были с успехом применены триметоприм / сульфаметоксазол и фторхинолоны.
Bordetella bronchiseptica не выделяет коклюшный токсин, который является одним из характерных факторов вирулентности Bordetella pertussis, но этот микроорганизм имеет гены, чтобы продуцировать его, что подчеркивает тесную эволюционную связь между этими двумя видами.

## Патогенез животных
В ветеринарной медицине Bordetella bronchiseptica приводит к целому ряду патологий у разных хозяев. Это серьезное заболевание собак, свиней и кроликов, и было замечено у кошек, лошадей и тюленей. Тест ПЦР для патогена существует.
У свиней Bordetella bronchiseptica и Pasteurella multocida (вызывающая пастереллёз) действуют синергически, чтобы вызвать атрофический ринит, болезнь, приводящая к задержке роста и искажению раковин в носовом конце (рыльце).
У собак Bordetella bronchiseptica вызывает инфекционный трахеобронхит (вольерный кашель), который, как правило, вызывает резкий, гудящий кашель. Кашель также может быть вызван собачьим аденовирусом-2, или собачьим вирусом парагриппа, или комбинацией патогенных микроорганизмов.
У кроликов Bordetella bronchiseptica часто встречается в носовых путях. Предполагается, что это вызывает почти бессимптомную инфекцию, известную как насморк, но возбудитель для этого заболевания — бактерия Pasteurella multocida, В. bronchiseptica же может одновременно заражать носовой проход.
У кошек, зараженных Bordetella bronchiseptica, были обнаружены трахеобронхит, конъюнктивит и ринит (инфекции верхних дыхательных путей), лимфаденопатия нижней челюсти и пневмонии. Тем не менее, заболевание верхних дыхательных путей у кошек также может быть вызвано вирусом герпеса, калицивирусом (вывывающим калицивироз), микоплазмой, или Chlamydia psittaci, вызывающий кошачий хламидиоз. Интраназальная вакцина для кошек существует.